# Volavka obrovská

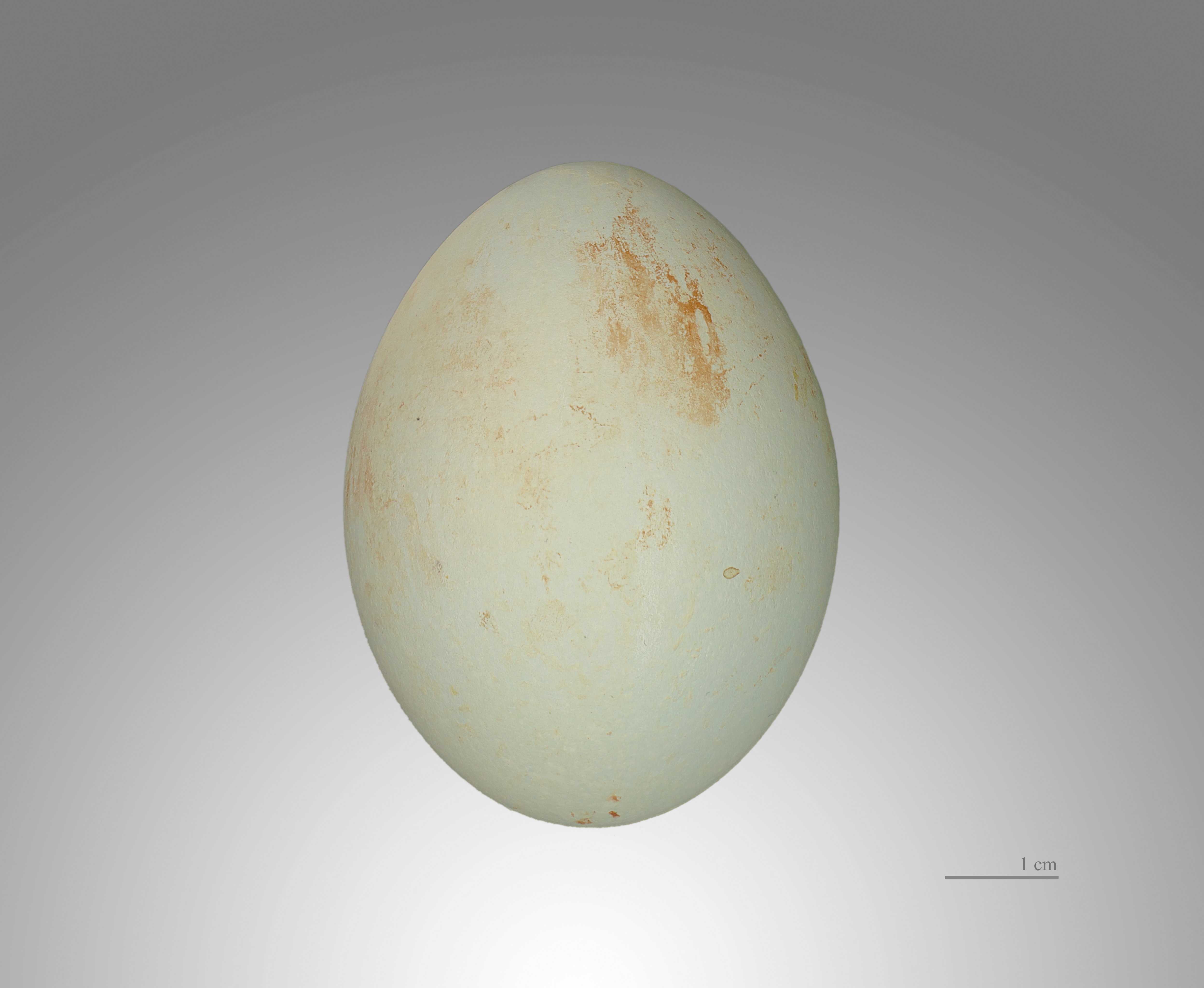
Ardea goliath

Volavka obrovská (Ardea goliath) je velký vodní pták z čeledi volavkovitých. Jedná se o největší volavku světa, dorůstá délky kolem 150 cm a výšky 120–152 cm, v rozpětí křídel měří 185–230 cm a váží asi 4,4 kg. Je převážně šedá a hnědá s tmavými končetinami, které v letu drží na rozdíl od většiny ostatních volavek svěšené, nikoli natažené. Žije nejčastěji u jezer, bažin a mangrovů na rozsáhlém území subsaharské Afriky, izolované populace se vyskytují též v jihozápadní a jižní Asii. Celkový počet dospělých jedinců je odhadován na 6700 až 67 000. Živí se především rybami (nejčastěji 15 až 50 cm dlouhými), dále žábami, plazy, malými savci, korýši a hmyzem. Hnízdí od listopadu do března. Velké hnízdo z větví buduje nejčastěji na stromech, keřích nebo na zemi. V Čechách je chována v Zoo Plzeň a ZOO Dvůr Králové. Na Slovensku je chována v Zoo Bojnice.